# 米蘭省
米兰省（義大利語：Provincia di Milano）是意大利伦巴第大区曾经的一个省，首府为米蘭。该省的城市化程度高，在意大利各省人口密度排名中居第三位，居民人数超过2,000人/平方公里2，仅次于那不勒斯省和毗邻的蒙扎和布里安扎省。2015年1月1日起被米蘭廣域市所取代。